# Elisabetta Sancassani
Maria Elisabetta Sancassani (Lecco, 6 febbraio 1983) è una canottiera italiana.
Sorella di Franco Sancassani, fin da ragazzina decide di seguire le orme del fratello, iniziando a Bellagio, la sua attività agonistica come canottiere nelle file dell'Unione Sportiva Bellagina.

## Carriera
Medaglia di bronzo ai Campionati del mondo di canottaggio 2002 di Siviglia, medaglia d'argento ai XVI Giochi del Mediterraneo nel 2009 nel singolo e medaglia di bronzo ai Campionati europei di canottaggio 2009 di Brėst, in Bielorussia.

## Palmarès
- Campionati del mondo di canottaggio

2002 - Siviglia: bronzo nel 2 di coppia.
2013 - Chungju: oro nel 2 di coppia pesi leggeri.
- Campionati europei di canottaggio

2009 - Brėst: bronzo nel 2 di coppia.
2013 - Siviglia: oro nel 2 di coppia pesi leggeri.
2014 - Belgrado: oro nel 2 di coppia pesi leggeri.